# 382-я стрелковая дивизия
382-я стрелковая дивизия — воинское соединение Вооружённых Сил СССР в Великой Отечественной войне.

## История
382 стрелковая дивизия начала формироваться 29.8.1941 года согласно приказу Сибирского Военного округа.
В составе действующей армии с 18.12.1941 по 9.05.1945 г.
Формирование и обучение личного состава проходили с  29.8. 41 г. по 17.11.1941 г.  в  Красноярском крае в г.Канск и на станции Заозёрная.
По приказу Военного Совета СибВО  от 5.11. 41 года дивизия в составе 1265, 1267, 1269 стрелковых полков, 946 артиллерийского полка, 319 отдельного истребительно- противотанкового дивизиона и других частей прибыла по железной дороге  в г. Череповец и 4.12.41 года  вошла в состав 59-й армии (59-я армия (СССР), командующий  генерал лейтенант Коровников) Волховского фронта .

### 1942 – 1943  г.г.
5.1.1942 г. дивизия передана в состав 2-й ударной армии Волховского фронта. 15.1.1942 года дивизия вступила в первый бой, отражая контратаку противника, нанесла ему урон и овладела совхозом «Большевик».
С 21.1. по 15.2.42 года  дивизия участвовала в Любанской наступательной операции, ведя наступление из района Спасская Полисть – Мостки (Чудовский район),  нанесла потери противнику, но понесла большие потери,  с 15.2. по 23.2.42 года выведена в тыл и находилась на формировании. 
С 23 2.42 года дивизия продолжила наступление в районе Красной Горки.
Вместе с другими частями 2-й ударной армии дивизия  попадает в окружение в районе Любани,  с 17.3.1942 года, продвинувшись на запад,  ведет  бои на западной дуге кольца окружения.  1269-й стрелковый полк дивизии, находясь в непосредственном  подчинении 59 армии, в это время выполнял задачу по несению активной обороны отдельно от дивизии в районе Крупичино (Чудовский район Новгородской области).
28.03.1942 дивизия  участвует в прорыве кольца окружения.
В ходе операции по выводу из окружения 2-й ударной армии  24.6.1942 остатки дивизии двинулись на прорыв из Любанского выступа.  Всего из состава дивизии  вышло не более 250 человек, из состава 1267-го стрелкового полка — около 20 человек. 
После выхода из окружения дивизия вошла в состав 59-й армии и выведена на формирование в  район  деревни Папоротно  (Чудовский район), получив пополнение командным составом из Архангельского пехотного училища и пополнение из 23-й отдельной стрелковой бригады, занималась боевой подготовкой.
С 10.8.42 г. до 8.3.43 г. дивизия заняла участок обороны в районе  Порожки (Волотовский район) Новгородской области с задачей не дать противнику переправиться на восточный берег реки Волхов.  До января 1944 года, входя в состав 59- армии и 8-й армии, занимала различные участки обороны на Волховском фронте, вела частные наступательные операции, отражала наступления противника на позиции дивизии, проводимых силами до 1000 чел..
В конце 1943 года переброшена на восточный берег озера Ильмень,  заняла  рубеж обороны и готовилась к предстоящему наступлению . 

### 1944 год
В январе 1944 года 382 сд в составе в составе 7-го стрелкового корпуса (20.1.44 г. корпус передан из резерва фронта в состав 59 армии), командир корпуса генерал-майор Панин,  приняла участие в Ленинградско – Новгородской операции, проводимой с целью разгрома противника под Ленинградом и  Новгородом и ликвидации угрозы восстановления блокады Ленинграда.  
Частью этой операции была Новгородско-Лужская наступательная операция войск Волховского фронта, Командующий фронтом Мерецков, Кирилл Афанасьевич .
20.1.44 года части дивизии перешли в наступление и овладели восточной частью г. Новгород, утром 22.1.44 года участвовала в полном освобождении города .
В Приказе Верховного Главнокомандующего Генералу армии Мерецкову 20.1.44 года отмечены войска  генерал-майора  Панина.  За успехи в проведённой операции 382 сд получила почётное наименование Новгородская.
В марте 1944 года 382 сд в составе 14-го стрелкового корпуса Ленинградского фронта ведет бои  в районе реки Нарва против позиций немецкой  оперативной группы «Нарва» с целью создания плацдарма на западном берегу реки.
7.6.1944 года дивизия вошла в резерв Ленинградского фронта,  участвует в Выборгской наступательной операции Ленинградского фронта,  а затем в продолжении  Выборгской операции - сражение на Вуоксе (река Вуокса), также называемое бои за Вуосалми.
С 17.6.44 года в составе 6-го стрелкового корпуса 23 армии с боями начала преследовать отходящие финские части,  вела бой в районе Хейниоки (Вещево, Выборгский район Ленинградской области),  при поддержке танковых частей,  отражая контратаки финнов,   освободила  укреплённый  населенный пункт  Кянтюмя  (Градуево, Выборгский район) и,  преследуя  отступающего с боями  противника,  вышла  в межозерное  дефиле.  До 14.7.44 года дивизия  занимала рубеж обороны на правом берегу  Вуоксинской водной системы,  части дивизии приводили в порядок материальную часть и, с учётом предстоящих операций,  проводили  боевую учёбу  по преодолению водных преград .
К 14.7.44 года войсками 23-й армии захвачен плацдарм на левом берегу реки Вуокса, 14.7.44 года части дивизии на лодках переправились на плацдарм и 16.7.44 года начали менять части 10-й и 92-й сд на плацдарме.  16.7.- 17.7 дивизия  отражала атаки финских войск (до 11 атак за ночь 17.7.44 г.), стремящихся уничтожить плацдарм. 382 сд, 327-я стрелковая дивизия и 13-я стрелковая дивизия 23-й армии задачу по удержанию плацдарма выполнили .
После окончания активных боевых действий дивизия находилась в жёсткой обороне на плацдарме до окончания боевых действий с Финляндией 5.9.44 года.
После подписания Московского перемирия 19 сентября 1944 года находилась до декабря 1944 г. в составе 6 ск  23-й армии на охране Государственной границы СССР с Финляндией.

### 1945 год
23.12 44 года 6 ск (10 сд, 327 сд, 382 сд и др. части) вышел из подчинения 23 армии и в соответствии с директивой штаба ЛенФ № 6481 введён в состав 8 армии  для обороны южного побережья Финского залива в границах  река Нарва - река Ягала -  Виртсу (Виртсу (посёлок)) .
Непосредственного соприкосновения с противником 8-я армия не имеет.
Части 6 ск находились в резерве Командующего армией и несли службу охранения и патрулирования в местах дислокации, проводили боевую учёбу.
В феврале 1945 г. после вывода из состава 8-й армии 30-го Гвардейского стрелкового корпуса и 8-го эстонского корпуса, части 6 ск передислоцированы в район г. Таллин и несли службу охраны  северо- западного побережья Эстонской ССР, южного побережья Финского залива, восточного побережья Балтийского моря,  боевого охранения и патрулирования в местах дислокации,  с готовностью нанесения контрударов в направлении Нарва, Таллин, Пярну. КП дивизии располагался в районе Нымме .
7.4.1945 г. 382 сд вышла из состава 6 ск, поступила в резерв фронта и готовилась к отправке в новое место сосредоточения .
В дальнейшем входит в состав 111 стрелкового корпуса 67-й армии в резерве Ленинградского фронта, боевых действий не ведёт,  дислоцируется в районе Талси.
Расформирована в феврале 1946 года.

## Полное название
382-я стрелковая Новгородская дивизия

## Состав
- 1265-й стрелковый полк
- 1267-й стрелковый полк
- 1269-й стрелковый полк
- 946-й артиллерийский полк
- 319-й отдельный истребительно-противотанковый дивизион
- 383-я зенитная батарея (670-й отдельный зенитный артиллерийский дивизион) (до 23.05.1943)
- 425-й миномётный дивизион (до 01.09.1942)
- 445-я отдельная разведывательная рота
- 663-й сапёрный батальон
- 834-й отдельный батальон связи (564-я отдельная рота связи)
- 468-й медико-санитарный батальон
- 461-я отдельная рота химической защиты
- 498-я автотранспортная рота
- 237-я полевая хлебопекарня
- 806-й дивизионный ветеринарный лазарет
- 1431-я полевая почтовая станция
- 754-я (573-я) полевая касса Госбанка
- 1069-й стрелковый полк

## Подчинение
| Дата            | Фронт (округ)                                              | Армия                                                       | Корпус                  | Примечания |
| --------------- | ---------------------------------------------------------- | ----------------------------------------------------------- | ----------------------- | ---------- |
| 01.09.1941 года | Сибирский военный округ                                    | -                                                           | -                       | -          |
| 01.10.1941 года | Сибирский военный округ                                    | -                                                           | -                       | -          |
| 01.11.1941 года | Сибирский военный округ                                    | -                                                           | -                       | -          |
| 01.12.1941 года | Резерв Ставки ВГК                                          | 59-я резервная армия                                        | -                       | -          |
| 01.01.1942 года | Волховский фронт                                           | 59-я армия                                                  | -                       | -          |
| 01.02.1942 года | Волховский фронт                                           | 2-я ударная армия                                           | -                       | -          |
| 01.03.1942 года | Волховский фронт                                           | 2-я ударная армия                                           | -                       | -          |
| 01.04.1942 года | Волховский фронт                                           | 2-я ударная армия                                           | -                       | -          |
| 01.05.1942 года | Ленинградский фронт (Группа войск Волховского направления) | 2-я ударная армия                                           | -                       | -          |
| 01.06.1942 года | Ленинградский фронт (Волховская группа войск)              | 2-я ударная армия                                           | -                       | -          |
| 01.07.1942 года | Волховский фронт                                           | 2-я ударная армия                                           | -                       | -          |
| 01.08.1942 года | Волховский фронт                                           | 59-я армия                                                  | -                       | -          |
| 01.09.1942 года | Волховский фронт                                           | 59-я армия                                                  | -                       | -          |
| 01.10.1942 года | Волховский фронт                                           | 59-я армия                                                  | -                       | -          |
| 01.11.1942 года | Волховский фронт                                           | 59-я армия                                                  | -                       | -          |
| 01.12.1942 года | Волховский фронт                                           | 59-я армия                                                  | -                       | -          |
| 01.01.1943 года | Волховский фронт                                           | 59-я армия                                                  | -                       | -          |
| 01.02.1943 года | Волховский фронт                                           | 59-я армия                                                  | -                       | -          |
| 01.03.1943 года | Волховский фронт                                           | 59-я армия                                                  | -                       | -          |
| 01.04.1943 года | Волховский фронт                                           | 8-я армия                                                   | -                       | -          |
| 01.05.1943 года | Волховский фронт                                           | 8-я армия                                                   | -                       | -          |
| 01.06.1943 года | Волховский фронт                                           | 8-я армия                                                   | -                       | -          |
| 01.07.1943 года | Волховский фронт                                           | 8-я армия                                                   | -                       | -          |
| 01.08.1943 года | Волховский фронт                                           | 8-я армия                                                   | -                       | -          |
| 01.09.1943 года | Волховский фронт                                           | -                                                           | -                       | -          |
| 01.10.1943 года | Волховский фронт                                           | -                                                           | -                       | -          |
| 01.11.1943 года | Волховский фронт                                           | 54-я армия                                                  | 7-й стрелковый корпус   | -          |
| 01.12.1943 года | Волховский фронт                                           | 54-я армия                                                  | 7-й стрелковый корпус   | -          |
| 01.01.1944 года | Волховский фронт                                           | С 01.01.1944 г. в резерве фронта, с 20.01. 44 г. 59-я армия | 7-й стрелковый корпус   | -          |
| 01.02.1944 года | Волховский фронт                                           | 8-я армия                                                   | 14-й стрелковый корпус  | -          |
| 01.03.1944 года | Ленинградский фронт                                        | -                                                           | 14-й стрелковый корпус  | -          |
| 01.04.1944 года | Ленинградский фронт                                        | 59-я армия                                                  | 14-й стрелковый корпус  | -          |
| 01.05.1944 года | 3-й Прибалтийский фронт                                    | -                                                           | -                       | -          |
| 01.06.1944 года | Ленинградский фронт                                        | 42-я армия                                                  | 14-й стрелковый корпус  | -          |
| 01.07.1944 года | Ленинградский фронт                                        | 23-я армия                                                  | 6-й стрелковый корпус   | -          |
| 01.08.1944 года | Ленинградский фронт                                        | 23-я армия                                                  | 6-й стрелковый корпус   | -          |
| 01.09.1944 года | Ленинградский фронт                                        | 23-я армия                                                  | 6-й стрелковый корпус   | -          |
| 01.10.1944 года | Ленинградский фронт                                        | 23-я армия                                                  | 6-й стрелковый корпус   | -          |
| 01.11.1944 года | Ленинградский фронт                                        | 23-я армия                                                  | 6-й стрелковый корпус   | -          |
| 01.12.1944 года | Ленинградский фронт                                        | 23-я армия                                                  | 6-й стрелковый корпус   | -          |
| 01.01.1945 года | Ленинградский фронт                                        | -                                                           | 6-й стрелковый корпус   | -          |
| 01.02.1945 года | Ленинградский фронт                                        | 8-я армия                                                   | 6-й стрелковый корпус   | -          |
| 01.03.1945 года | Ленинградский фронт                                        | 8-я армия                                                   | 6-й стрелковый корпус   | -          |
| 01.04.1945 года | Ленинградский фронт (Курляндская группа войск)             | 8-я армия                                                   | 6-й стрелковый корпус   | -          |
| 01.05.1945 года | Ленинградский фронт (Курляндская группа войск)             | 67-я армия                                                  | 111-й стрелковый корпус | -          |

## Командование

### Командиры дивизии
- Сокуров, Георгий Петрович (01.09.1941 — 21.03.1942), полковник
- Карцев, Кузьма Евгеньевич (22.03.1942 — 09.07.1942), полковник
- Витошкин, Алексей Дмитриевич (10.07.1942 — 11.06.1943), полковник
- Чернышов, Пётр Николаевич (19.06.1943 — 07.06.1944), генерал-майор
- Ефименко, Пётр Филимонович (08.06.1944 — 27.06.1944), полковник
- Золотарёв, Антон Афанасьевич (28.06.1944 — 09.05.1945), подполковник, с 03.11.1944 полковник

### Начальники штаба дивизии
- Майор Раков, Александр Иванович
- Подполковник Иванин, Иван Николаевич
- Гвардии подполковник Гичев, Пётр Петрович
- Гвардии полковник Горбунов, Николай Алексеевич

## Награды иПочётные наименования
| Наименование части, соединения | За что представлена                        | Дата награждения и приказ | Награда, звание                              |
| ------------------------------ | ------------------------------------------ | --- | -------------------------------------------- |
| 382-я стрелковая дивизия       | В ознаменование овладения городом Новгород | Приказ Верховного Главнокомандующего № 09 21 января 1944 г. О присвоении наименований частям Красной Армии, отличившимся за освобождение города Новгород | Присвоено Почётное наименование Новгородская |

## Отличившиеся воины дивизии
| Награда | Ф. И. О.                   | Должность                                                                  | Звание          | Дата награждения | Примечания |
| ------- | -------------------------- | -------------------------------------------------------------------------- | --------------- | ---------------- | --- |
|         | Макаренко, Тимофей Титович | Наводчик орудия 319-го отдельного истребительно-противотанкового дивизиона | Младший сержант | 26.08.1944       | 23 января 1944 года во время атаки на населенный пункт остался из расчета орудия один, пехота под натиском противника отошла, но Макаренко продолжал уничтожать противника огнём орудия с расстояния 35-40 метров. После атаки возле его орудия насчитали 34 трупа немецких солдат и офицеров. Раненый, отказался покинуть поле боя. |

- С времени  начала боевых действий дивизии в 1941 году к январю 1945 года 4077 человек рядового, сержантского и офицерского состава дивизии награждены правительственными наградами - орденами и медалями [8].

## Памятники и мемориалы

Памятник воинам 23-й армии Ленинградского фронта

- На памятнике  воинам 23-й армии Ленинградского фронта, участвовавшим в боях в июле 1944 года на реке Вуокса,  установленном после окончания боевых действий по решению Военного Совета 23-й армии  около посёлка   Барышево  Выборгского района Ленинградской области, на мемориальной плите увековечена 382-я стрелковая дивизия